# Трансцендентная функция
Трансцендентная функция — аналитическая функция, не являющаяся алгебраической. Простейшими примерами трансцендентных функций служат показательная функция, тригонометрические функции, обратные тригонометрические функции, логарифмическая функция.
Если трансцендентные функции рассматривать как функции комплексного переменного, то характерным их признаком является наличие хотя бы одной особенности, отличной от полюсов и точек ветвления конечного порядка.
Так, например, {\displaystyle e^{z}}; {\displaystyle \cos z} и {\displaystyle \sin z} имеют существенно особую точку
{\displaystyle z=\infty } (где {\displaystyle \infty } обозначает вершину сферы Римана — бесконечно удалённую точку комплексной плоскости), {\displaystyle \ln z} — точки ветвления бесконечного порядка при {\displaystyle z=0} и {\displaystyle z=\infty }.
Основания общей теории трансцендентных функций даёт теория аналитических функций. Специальные трансцендентные функции изучаются в соответствующих дисциплинах (теория гипергеометрических, эллиптических, бесселевых функций и т. д.).